# Mistrzostwa Azji w Judo 1996
Mistrzostwa Azji rozegrano w Ho Chi Minh w dniach 9-10 listopada 1996 roku, na terenie Phan Dinh Phung Stadium.

## Tabela medalowa
| Poz.  | Państwo          |    |    |    | Łącznie |
| ----- | ---------------- | -- | -- | -- | ------- |
| 1.    | Chiny            | 6  | 2  | 3  | 11      |
| 2.    | Korea Południowa | 2  | 3  | 8  | 13      |
| 3.    | Iran             | 2  | 0  | 3  | 5       |
| 4.    | Uzbekistan       | 2  | 0  | 1  | 3       |
| 5.    | Japonia          | 1  | 6  | 5  | 12      |
| 6.    | Kazachstan       | 1  | 1  | 4  | 6       |
| 7.    | Korea Północna   | 1  | 3  | 0  | 4       |
| 8.    | Mongolia         | 1  | 0  | 1  | 2       |
| 9.    | Chińskie Tajpej  | 0  | 1  | 4  | 5       |
| 10.   | Kirgistan        | 0  | 0  | 2  | 2       |
| 11.   | Indie            | 0  | 0  | 1  | 1       |
| Razem | Razem            | 16 | 16 | 32 | 64      |

## Mężczyźni
| Waga   | Złoto:                  | Srebro:         | Brąz:                   | Brąz:              |
| 60 kg  | Dordżpalamyn Narmandach | Park Young-kyun | Yeh Hsin-hung           | Jerżan Omarbajew   |
| 65 kg  | Zeinolabedin Haghani    | Tomoo Torii     | Uuganbayar Erdenebaatar | Lee Seong-hun      |
| 71 kg  | Kwak Dae-sung           | Achat Aszyrow   | Huang Chen-yao          | Kazem Sarichani    |
| 78 kg  | Vladimir Shmakov        | Cho In-chul     | Taisuke Otsuji          | Rusłan Siejłchanow |
| 86 kg  | Armen Bagdasarov        | Arikawa Kosei   | Ao Tegen                | Jeon Ki-young      |
| 95 kg  | Siergiej Szakimow       | Kim Chul-jung   | Alireza Dalir           | Kim Hee-soo        |
| +95 kg | Liu Shenggang           | Fukai Shigekazu | Sejjed Mahmudreza Miran | Vadim Sergeyev     |
| Open   | Sejjed Mahmudreza Miran | Liu Shenggang   | Dmitry Solovyov         | Choi Hong-hee      |

## Kobiety
| Waga   | Złoto:         | Srebro:          | Brąz:          | Brąz:               |
| 48 kg  | Pae Dong-suk   | Atsuko Nagai     | Yu Shu-chen    | Jin Shujiao         |
| 52 kg  | He Ji          | Kazue Nanjo      | Meeta Sharma   | Kim Hee-jong        |
| 56 kg  | Wang Shuyan    | Yang Sun-ae      | Lee Won-jung   | Chiyori Tateno      |
| 61 kg  | Jung Sung-sook | Nakahashi Harumi | Qin Yuying     | Olga Artamonova     |
| 66 kg  | Wang Xianbo    | Kim Myong-hui    | Noriko Matsuo  | Żanat Nurtazina     |
| 72 kg  | Yoshida Saki   | Tang Lin         | Kang Min-jeong | Jewgienija Bogunowa |
| +72 kg | Yuan Hua       | Son Hyeon-mi     | Miho Ninomiya  | Lee Hsiao-hung      |
| Open   | Yuan Hua       | Lee Hsiao-hung   | Kim Seon-young | Miho Ninomiya       |